# 게치정
게치정(雞知町)은 나가사키현 시모아가타군에 있던 정이다. 현재의 쓰시마시 미쓰시마정의 남부에 해당한다.

## 역사
- 1908년 4월 1일 - 도서정촌제 시행에 의해 시모아가타군 게치촌이 성립하였다.
- 1940년 10월 17일 - 후나코시촌과 합병해 미쓰시마정이 성랍하여, 게치정은 소멸하였다.

## 지명
- 이마사토（今里)
- 가시(加志)
- 게치(雞知)
- 스모(洲藻)
- 네오(根緒)
- 후쿠자키(吹崎)
- 미카타(箕形)

구 다케시키촌
- 오자키(尾崎)
- 쿠로세(黒瀬)
- 시마야마(島山)
- 타케시키(竹敷)
- 히루가우라(昼ヶ浦)

## 참고문헌
- 角川日本地名大辞典 42 長崎県
- 平山棐 編『津島紀事』350頁-442頁（1917年）国立国会図書館デジタルコレクション